# Heidi von Wright
Heidi Johanna von Wright, född 2 april 1980 i Sibbo i Finland, är en finländsk poet och kulturskribent.

## Biografi
Heidi von Wright växte upp i Sundom utanför Vasa.
Hon vann Arvid Mörne-tävlingen som år 2002 gällde lyrik och 2003 debuterade hon med diktsamlingen skör och spräcklig. År 2020 tilldelades hon De Nios Julpris.
Heidi von Wright är också bildkonstnär och har bland annat gjort serieteckningar.